# Crocón de Eretria
Crocón de Eretria o Krokonas (Griego antiguo: Κρόκων ο Ερετριεύς) fue un antiguo atleta griego de Eretria, que fue coronado campeón olímpico en la modalidad de carreras de caballos en los Juegos Olímpicos antiguos. Pausanias menciona que en Olimpia había un pequeño caballo de bronce dedicado a Crocón. No se especifica la fecha de su victoria, pero se estima que debió tener lugar no más tarde del 492 a. C. en los 72 Juegos Olímpicos, ya que Eretria fue destruida en el 490 a. C. por el rey persa Darío I durante la campaña de Datis y Artafernes .